# Olivia Shakespear

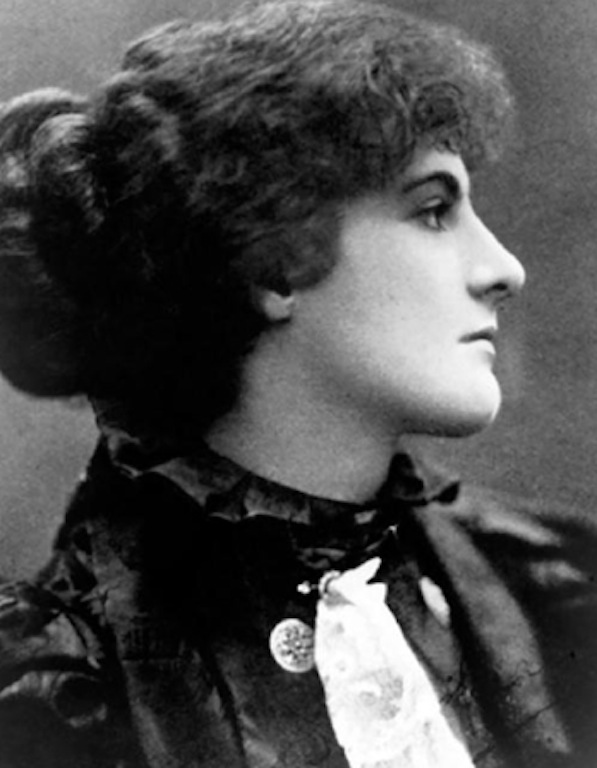
Olivia Shakespear

Olivia Shakespear (* 17. März 1863 im Vereinigten Königreich Großbritannien und Irland; † 3. Oktober 1938) war eine britische Schriftstellerin mit vielen Kontakten in die literarische Welt des 19. Jahrhunderts.

## Leben
Olivia Shakespear, geborene Tucker, lebte vom 17. März 1863 bis zum 3. Oktober 1938. Sie wuchs bei ihrem Vater, einem pensionierten Generaladjutanten der britischen indischen Armee, Henry Tod Tucker und ihrer Mutter Harriet Maria Johnson zunächst auf der Isle of Wight auf. 1877 siedelte die Familie Tucker mit den Kindern Florence, Olivia und Henry nach London über. Dort wuchsen sie in „einem gesellschaftlichen Umfeld auf, das das Streben nach Freiheit und Freizeit ermutigte.“
Trotz des soliden und vermögenden Umfelds gilt es als wahrscheinlich, dass Olivia Shakespear nur eine geringe formale Bildung erhielt. Es wird vermutet, dass sie von Tutoren unterrichtet wurde. Bereits als junge Frau schien sie sehr belesen gewesen zu sein.
1885 heiratete Olivia den Londoner Anwalt Henry Hope Shakespear und nahm den Namen ihres Mannes an. Olivias Vater Henry Tod Tucker stattete das Ehepaar mit einem komfortablen Einkommen in Form einer Stiftung aus.
Henry Hope Shakespear (1849 bis 1923) stammte wie auch Olivia aus einer Militärfamilie. William Butler Yeats beschrieb Henry Hope Shakespear in seinen Memoiren „Her husband, whom I saw but once, was much older and seemed a little heavy, a little without life“.
Am 14. September 1886 wurde das einzige Kind des Paares, Dorothy Shakespear, geboren. Olivia Shakespear erkannte bald, dass die Ehe ohne Leidenschaft war. Das Paar blieb aber bis zu Henry Hopes Tod verheiratet und lebte in London. Olivia konnte sich aufgrund finanzieller Zwänge nicht von Henry trennen: „the emotional and financial cost of seperation would have seemed unacceptable“. Grundsätzlich war Hope Shakespear seiner Frau auf seine eigene Art und Weise zugetan, zudem kam noch, dass Dorothy ihn sehr mochte. „Olivia had a wide circle of friends, and was free to do more or less what she liked.“
Olivia Shakespears Leben ist in der Zeit zwischen 1897 und 1908 nur wenig dokumentiert. In dieser Zeit sind zwischen 1894 und 1910 ihre Werke entstanden.
Darüber hinaus ist bekannt, dass Olivia Shakespear seit März 1901 Buchrezensionen für die Zeitschrift „The Kensington“ schrieb, „a short-lived monthly review oft the arts which ran from March to September of that year“.
Seit 1909 hielt Olivia wöchentliche Salons ab, die von Schriftstellern und Künstlern besucht wurden, dadurch wurde sie in der Londoner Literaturgesellschaft einflussreich. Olivia plante, 1915 einen Roman über den Ersten Weltkrieg zu veröffentlichen, von diesem Projekt ist jedoch nichts überliefert.
Weiterhin übersetzte sie 1914 Dialoge für die Zeitschrift „The Egoist“ unter dem Titel „Memoirs of a charming person“, aus dem Französischen von Abbé de Montfaucon de Villars’ „Le Comte de Gabalis“.
Olivia behielt ihr gesellschaftliches Leben und ihre Gewohnheiten bis zu ihrem Tod 1938 bei. Sie haderte ab den 1920er Jahren mit dem Älterwerden, hatte wiederkehrende Anfälle von Bronchitis, die möglicherweise durch starkes Rauchen verstärkt wurden und unterzog sich mehrfach Zahnoperationen. Zudem litt sie verstärkt unter Ängsten, die durch den geistigen Zusammenbruch ihres Bruders Henry Tudor Tucker im Jahr 1931 noch verstärkt wurden. Der behandelnde Arzt des Bruders stellte fest, dass dessen unkontrollierbaren Gewaltausbrüche, der schwere Gedächtnisverlust sowie die akustische Halluzination nur an der mangelnden Durchblutung liege, wie sie in einem Brief 1934 an Yeats schrieb.

## Beziehungen zu W.B. Yeats
William Butler Yeats wurde am 13. Juni 1865 in Sandymount bei Dublin geboren und starb am 28. Januar 1939 im Alter von 73 Jahren in Roquebrune/Menton in Südfrankreich. Er verbrachte einen Großteil seiner Kindheit und Jugend in Internaten in London und wurde dort als Ire und Träumer gehänselt. 1923 wurde ihm als erstem Iren der Literaturnobelpreis verliehen. „Die Anerkennung für das Werk des Dichters galt auch als Würdigung für die junge Republik (Irland), die sich im Jahr zuvor für unabhängig erklärt hatte.“ Er gilt als einer der bedeutendsten englischsprachigen Schriftsteller des 20. Jahrhunderts.
Yeats und Olivia Shakespear begegneten sich erstmals 1894 bei einem Abendessen zur
Vorstellung des „Yellow Book“, einer Literatur- und Kunstzeitschrift.
Olivia Shakespear und William Butler Yeats saßen sich bei einem Abendessen gegenüber. Im Buch „After Long Silene“ von John Harwood beschreibt Yeats Olivia Shakespear als eine „lovely lady“. Die Affäre zwischen Shakespear und Yeats begann 1895 und dauerte nahezu ein Jahr. Yeats schreibt über Shakespear: „She had a profound culture, a knowledge of French, English and Italian literature, and seemed always at leisure. Her nature was gentle and contemplative, and she was content, it seems, to have no more of live than leisure and the talk of her friends.“ Harwood urteilt, dass William Butler Yeats’ Affäre mit Olivia Shakespear nur ein schwaches Aufflackern neben seiner lebenslang brennenden Obsession zu Maud Gonne gewesen zu sein scheint. Yeats selbst beschreibt die Affäre als „kurze Unterbrechung“ dieser anderen Leidenschaft. Yeats wurde jedoch von Maud Gonne zurückgewiesen. Nichtsdestotrotz handelt es sich um eine kuriose und aufschlussreiche Geschichte, und John Harwood beweist einiges Geschick darin, sie aus den spärlichen Quellen zusammenzusetzen und ihre Auswirkungen auf Yeats’ Leben und seine Dichtung herauszuarbeiten. Dabei bietet er Einblicke in eine ungewöhnliche Frau, deren Anwesenheit die Literaturszene ihrer Zeit bereicherte, auch wenn ihr eigenes Schreiben kaum Spuren hinterließ.
Nachdem Yeats 1895 zurück nach London gekommen war, benötigte er einige Wochen, um mit Olivia zu reden. Einerseits konnte er sich nicht entscheiden, ob er sich für oder gegen Olivia entscheiden sollte, andererseits erinnerte er sich noch an ihre erste Begegnung. Sie kam ihm vor, als hätte sie viele Verehrer gehabt und würde gleichzeitig ihr Leben verachten. Trotz all der Zweifel wurde Yeats nach seiner 14-tägigen Bedenkzeit deutlich, dass er mit Olivia eine Beziehung eingehen wollte. Er war bereit, für Olivia zu verarmen, zudem nahm er das Risiko eines Scheidungsskandals in Kauf. Auch Olivia war dazu bereit, ihre Zukunft im wirtschaftlichen wie auch im sozialen Sinne aufs Spiel zu setzen. Aufgrund der damals herrschenden Scheidungsgesetze hätte Henry Hope Shakespear Olivia auf Schadensersatz verklagen können. Somit wäre Yeats ruiniert worden und Olivia hätte das Sorgerecht für Dorothy und ihren gesamten Besitz verloren. Olivia wäre außerdem als geschiedene Frau nicht mehr von ihren Freunden anerkannt worden. Ihre Hoffnung lag jedoch darin, dass ihr Ehemann, der eine starke Abneigung gegen öffentliche Konfrontation hatte, sie nicht verklagen würde.
Die Liebe zwischen W.B. Yeats und Olivia Shakespear zerbrach schließlich, als Yeats Olivia Shakespear gestand, immer noch Gefühle für Maud Gonne – Yeats frühere Liebhaberin – zu haben. Ihre Affäre endete, so Harwood, schon mit der Abreise Yeats‘ aus London, nicht erst mit dem Treffen von Maud Gonne, es „beschleunigte lediglich nur das Unvermeidliche“. Georgie Hyde-Lees, Olivia Shakespears Nichte, und Yeats sollen sich bereits im Jahr 1910 kurz nach deren 18. Geburtstag getroffen haben. Als sie beide bei den Shakespears zum Tee trinken waren, wurde er ihr offiziell vorgestellt. Harwood behauptet, dass es unwahrscheinlich sei, dass Yeats zu dieser Zeit bereits ein romantisches Interesse an ihr hatte. Einige Jahre später verbrachte Yeats mehrere Wochen in London. In dieser Zeit bedauerte er sein Verhalten Olivia gegenüber. Er schrieb ihr: „I came up on two early photographs of you yesterday, while going through my file […] Who ever had a like profile? – a profil from Sicilian coin.“ Seit diesem Brief hörte man nicht mehr von Yeats, dass er die Beziehung der beiden runterreden würde. 1917 heiratete Yeats Georgie Hyde-Lees.

## Beziehungen zu Ezra Pound
Ezra Pound wurde am 30. Oktober 1885 in Idaho, in den USA geboren und starb am 1. November 1972 in Venedig. Er ist der Autor der Gedichtsammlung „The Cantos“. Ezra Pound war ein amerikanischer Dichter, den seine Landsleute „gegen Ende des zweiten Weltkrieges wegen Kollaboration mit dem faschistischen Regime Benito Mussolinis in einem Straflager bei Pisa zunächst in einen Käfig sperrten, um ihn später, nach einem Hochverratsprozeß, in dem man ihn für unzurechnungsfähig erklärt hatte, für über ein Jahrzehnt in eine Irrenanstalt zu stecken.“
Ezra Pound war über eine Bekannte zu den literarischen Veranstaltungen in London Knightsbridge eingeladen. Dort begegnete er 1909 zum ersten Mal Olivia Shakespear. Sie lud ihn daraufhin zum Tee in ihr Haus ein. Pound berichtete seiner Mutter nach dem Treffen: „Mrs Shakespear […] is undoubtedly the most charming women in London.“ Ezra Pound hatte anfangs nur Augen für Olivia Shakespear. Er äußerte, dass das von ihr verfasste Werk „The Devotees“ nicht annähernd so unterhaltsam sei wie sie. Zudem betitelte er sie wiederholt als „charmanteste Frau der Welt“. Pound hielt nicht viel von der Hochzeit und war eher an einer „Romantic friendship“ interessiert. Er war auch generell davon überzeugt, dass eine Hochzeit für Künstler fast illegal sein sollte. Als Pound erneut bei den Shakespears zum Tee eingeladen war, stellte er dort ein Stück eines Freundes von Yeats vor. Dieses Stück erwirkte positive Reaktionen bei den Teilnehmern, vor allem bei Olivias Tochter Dorothy, wie sie in ihr Notizbuch schrieb. Pound bemerkte nicht, wie sehr er Dorothy gefiel. Er war weiterhin von der „charmanten“ Olivia hingerissen. In seinen Briefen an sie fing er mit „Salve“ an und nannte sie nur noch „Ihre Hoheit“. Er feierte den Jahrestag seiner Landung in Europa mit einem Theaterbesuch, zu dem er Olivia mitnahm. In den Briefen an seine Eltern erwähnte er sie aber nur so, als wäre sie eine literarische Bekannte. Olivia und Dorothy Shakespear waren schließlich diejenigen, die Pound mit Yeats zusammenbrachten, woraus eine Freundschaft entstand. Dies dauerte nicht lange, da Yeats von Anfang an auf Pound aufmerksam wurde. Pound betitelte Yeats in einem Brief an seine Eltern als den größten Dichter seiner Zeit und legte ihnen Autogrammkarten in den Brief. Dorothy schrieb immer mehr Anmerkungen über Pound in ihr Notizbuch. Nach einiger Zeit fiel ihm dann auch auf, dass Dorothy etwas für ihn übrig hatte. Trotzdem wollte er weiterhin die Aufmerksamkeit von Olivia bekommen. Ganz ignorieren konnte er die Verehrung der Tochter nicht und beschrieb sie in einem seiner Gedichte als weiße Mohnblume.
Nach dem Besuch von Pounds Vorlesungen Ende 1909 und Anfang 1910 reisten Olivia und Dorothy Shakespear gemeinsam mit Pound nach Sirmione, Italien. Von 1910 bis 1911 verbot Olivia Pound, den Kontakt zu Dorothy aufzunehmen. Carpenter spekuliert darüber, dass Olivia das romantische Interesse Pounds an ihrer Tochter festgestellt hatte, obwohl sie vorher davon ausgegangen war, dass sie eigentlich das Objekt der Begierde von Pound war. Dies nahm sie wahr durch ein Gedicht, das Pound für Dorothy verfasst hatte. Es handelt davon, dass sich seine und Dorothys Seele nach dem Tod bei Sirmione treffen würden. Olivia begründete dieses Besuchsverbot jedoch damit, dass Pound kein geregeltes und zu geringes Einkommen hätte. Überraschend ist jedoch, dass Olivia Pound im Sommer 1911 gegenüber äußert, dass sie nicht gut genug für ihn sei. Pound widmete Dorothy und Olivia seinen Gedichtband Canzoni. Trotz des immer noch anhaltenden Kontaktverbots erlaubte Olivia ihrer Tochter, sich per Brief bei Pound für sein Gedicht zu bedanken. Im Jahr 1914 heirateten Ezra Pound und Dorothy Shakespear. „Pound hatte während seiner Ehe häufig Affären mit anderen Frauen; Dorothy ertrug die Affären mit englischer Wohlerzogenheit oder übersah sie wo immer möglich. Die Ehe hielt bis an Pounds Lebensende. Schwer vorstellbar aber, dass es eine glückliche Beziehung gewesen ist.“ Im Jahr 1926 kam ihr einziger gemeinsamer Sohn Omar Shakespear Pound zur Welt. Nach Dorothys Hochzeit wurde ein Großteil von Olivia Shakespear Dokumentation über ihr Leben eingestellt. Sie gab ihre persönliche Korrespondenz auf und warf sämtliche Bücher weg.

## Information über ihre Werke
Olivia Shakespear hat sechs Romane, zwei Dramen und eine Novelle veröffentlicht. Die Werke waren in der Zeit zwischen 1894 und 1910 entstanden. „Shakespears Werke sind … von ödipalen Sehnsüchten durchdrungen und … mehr oder weniger Studien über emotionale Bindungen.“
Die beiden ersten Romane „Love on a Mortal Lease“ und „The Journey of High Honour“ wurden 1894 veröffentlicht, in dem Jahr, in dem Olivia Shakespear William Butler Yeats erstmals traf.
John Harwood beschreibt, dass das Frühwerk von Shakespear stilistische Ähnlichkeiten mit zeitgenössischen Romanautorinnen … aufweise, mit witzigen Dialogen im Stil dieser Künstler, obwohl er der Meinung war, dass Olivia eine ernstere Stimme in ihr Werk einbrächte. Er beschreibt „Love on a Mortal Lease“ als ein Werk, in dem die Heldin gut charakterisiert sei, aber der Hintergrund schwach ist.
Die Novelle „Beauty's Hour“, die 1896 als Fortsetzungsroman in der Zeitschrift für Literatur „The Savoy“ erschienen war, handelt von einer jungen Frau, die intelligent, charmant und geistreich ist – aber ihr Aussehen als zu „schlicht“ erscheint, um von dem gutaussehenden Gerald Harman beachtet zu werden. Bis sie entdeckt, dass sie die Fähigkeit besitzt, ihr Äußeres allein durch die Kraft ihres Willens zu verändern. Jetzt, als die schöne Mary Hatherley, wird sie die Aufmerksamkeit aller auf sich ziehen und kann jeden Mann haben, den sie will. Dieses Motiv erinnert an das Motiv der gespaltenen Persönlichkeit in Robert Louis Stevensons „Der seltsame Fall des Dr. Jekyll und Mr. Hyde“.
Ihren dritten Roman „The False Laurel“, der 1896 erschien, widmete Shakespear ihrem Cousin Lionel Johnson. Die Hauptfigur der Handlung, eine Dichterin, verliebt sich in einen faden jungen Dichter und heiratet ihn. Sie gibt ihr eigenes Schreiben auf, um sich um ihn zu kümmern. Sie langweilt sich, schreibt ein erfolgreiches Stück und wird dann verrückt. „The False Laurel“ war das am wenigsten erfolgreiche ihrer Bücher, von dem weniger als 200 Exemplare verkauft wurden.
„Rupert Armstrong“, Shakespears vierter Roman wurde 1899 veröffentlicht. In diesem Roman, so lautete das Urteil von John Harwood, ist Shakespears Schreiben und ihre Stimme origineller geworden. Die Handlung – ein Kampf zwischen Mutter und Tochter um den „Besitz der künstlerischen Seele [des Vaters]“ – lässt Andeutungen von inzestuöser Liebe erkennen, ein Thema, das sich auch in ihrem späteren Werk wiederfindet. Während der Affäre mit Yeats geschrieben, sieht Harwood die Charaktere „in einer präzisen, bitteren Intensität dargestellt, wie sie im früheren Werk nicht zu finden war“.
Im Dezember 1900 wurde Shakespears fünfter Roman „The Devotees“ veröffentlicht. Wie bei „Rupert Armstrong“ steht im Zentrum des Romans eine leicht inzestuöse Liebe: Ein junger Mann und ein Mädchen, die seit ihrer Kindheit zusammen aufwachsen, widmen sich jahrzehntelang seiner drogensüchtigen Mutter, bevor sie heiraten.

## Werke/Schriften
Romane
- Love on a Mortal Lease (1894)
- The Journey of High Honour (1894)
- The False Laurel (1896)
- Rupert Armstrong (1898)
- The Devotees (1904)
- Uncle Hilary (1909)

Theaterstücke
- The Beloved of Hathor (1902)
- The Shrine of the Golden Hawk (1902)

Novelle
- „Beauty's Hour“ (1896)